# Canon EOS 1300D
Canon EOS 1300D je digitalni zrcalnorefleksni fotoaparat (DSLR) z najvišjo efektivno ločljivostjo 18,1 megapikslov japonskega proizvajalca Canon Inc.. Fotoaparat je bil predstavljen 10. marca 2016 s priporočeno maloprodajno ceno 549,00 $ z osnovnim objektivom Canon EF-S 18-55 IS II. V ZDA, Kanadi in preostali Ameriki je znan pod imenom Canon EOS Rebel T6 in Canon EOS Kiss X80 na Japonskem. 1300D je četrti po vrsti najosnovnejši vstopni model DSLR v Canonovem nizu EOS. Nadomestil je predhodni model 1200D.
Glavni dodani gradnik je bila vpeljava povezljivosti z Wi-Fi in NFC za brezžični prenos podatkov v naprave, kot so računalniki, tiskalniki ali pametni telefoni.

## Značilnosti
- optično tipalo APS-C CMOS 5.184 × 3.456 z najvišjo efektivno ločljivostjo 18,1 megapikslov.
- velikost tipala: APS-C 22,2 mm ×14,7 mm.
- pretvorbeni faktor izreza tipala: 1,6×.
- slikovni procesor DIGIC 4+.
- TTL-CR-SIR; 9 nadzornih točk AF z 1 s središčno križno točko pri f/5.6, posebna občutljivost pri f/2.8 ali hitrejše (razen pri objektivih EF 28-80mm f/2.8-4L USM ali EF 50mm f/2.5 Compact Macro).
- trajni pogon do 3-h posnetkov na sekundo za 69 datotek JPEG ali 6 datotek RAW.
- občutljivost ISO 100–6.400 (razširljivo do 12.800 ISO).
- okrov objektivov Canon EF in EF-S.
- barvna prostora sRGB in Adobe RGB.
- datotečni formati: JPEG, RAW (14-bitni CR2).
- pomnilniške kartice SDC, SDHC in SDXC.
- 1920 × 1080 px (1080p) polni HD video pri 24p, 25p (25 Hz) in 30p (29.97 Hz), , H.264, s tempiranjem drop frame
- 1280 × 720 px (720p) HD video pri 60p (59.94 Hz) in 50p (50 Hz)
- 640 × 480 px (480p) EDTV video pri 30p in 25p
- združljiv s sprejemnikom GPS GP-E2.
- litij-ionski baterijski vložek Canon LP-E10, življenjska doba baterije (posnetkov na polnjenje) približno 700 brez bliskavice (napetost: 7,4 V; kapaciteta: 860 mAh / 6,36 Wh)[b] – polnilnik baterijskih vložkov Canon LC-E10E, napetost na izhodu 8,3 V, tok: 580 mA.
- približna masa ohišja 485 g.

Razlike v primerjavi s 1200D:
- slikovni procesor DIGIC 4+ (pri 1200D procesor DIGIC 4).
- barvni TFT LCD-zaslon 76 mm (3,0 in) z ločljivostjo 920.000 pik, vidno razmerje 4:3 (pri 1200D ločljivost 460.000 pik z enakim vidnim razmerjem)
- povezljivost z Wi-Fi in NFC.